# Aethes languidana
Aethes languidana is een vlinder uit de familie bladrollers (Tortricidae). De wetenschappelijke naam is voor het eerst geldig gepubliceerd in 1855 door Mann.
De soort komt voor in Europa.